# Arga Indah II
Arga Indah II is een bestuurslaag in het regentschap Bengkulu Tengah van de provincie Bengkulu, Indonesië. Arga Indah II telt 785 inwoners (volkstelling 2010).